# Hyalopeplini
Los hialopeplinos, Hyalopeplini, son una tribu de hemípteros heterópteros de la familia Miridae.

## Géneros
- Austrohyaloma - Chrysorrhanis - Corizidolon - Guianerius - Guisardinus - Guisardus - Hyalopeplinus - Hyalopeploides - Hyalopeplus - Hyaloplictus - Isabel - Kosmiomiris - Macrolonius - Onomaus - Otuchis - Rambea